# Брайсон (Техас)
Брайсон (англ. Bryson) — город в округе Джэк (Техас, США). Согласно переписи 2010 года, население составляет 539 человек.

## История
Местность впервые была заселена в конце 19 века. Изначально населённый пункт назывался Маунт-Хекла (англ. Mount Hecla). Почтовое отделение открылось в 1878 году. В том же году Генри Брайсон построил первую резиденцию в этом районе. Позже, в 1884 году, город был переименован в его честь.
Железная дорога появилась в Брайсоне осенью 1902 года. Нефть была обнаружена в округе Джэк ещё в 1898 году, но только в середине 1920-х годов Брайсон стал центром её переработки. Сильный приток населения привёл к тому, что Брайсон стал известен как «второй город» округа Джэк (после Джэксборо).

## География
Координаты Брайсона — 33°09′38″ с. ш. 98°23′16″ з. д. (33.160523, −98.387805). Он находится в 23 км к юго-западу от Джэксборо. По данным Бюро переписи населения США, общая площадь города составляет 9 100 акров (3700 га). Из них 8 400 акров (3400 га) приходятся на сушу, а 300 га (741,3 акра), или 7,64 %, — на воду.

## Население
| Год переписи                              | Нас. |  | %±     |
| ----------------------------------------- | ---- |  | ------ |
| 1930                                      | 641  |  | —      |
| 1940                                      | 806  |  | 25,7%  |
| 1950                                      | 588  |  | −27%   |
| 1960                                      | 545  |  | −7,3%  |
| 1970                                      | 455  |  | −16,5% |
| 1980                                      | 579  |  | 27,3%  |
| 1990                                      | 520  |  | −10,2% |
| 2000                                      | 528  |  | 1,5%   |
| 2010                                      | 539  |  | 2,1%   |
| 1930–2010 — перепись населения. Источник: |      |  |        |